# 福岡コミュニティ放送
福岡コミュニティ放送株式会社（ふくおかコミュニティほうそう、愛称：StyleFM）は、福岡県福岡市早良区の一部地域を放送区域とする超短波放送（FM放送）をしていた一般放送事業者（現 民間特定地上基幹放送事業者）である。
福岡県・百道浜を中心とした、女性のため、地域活性のためのコミュニティ放送局として地方防犯・防災への貢献も行っていた。
ラジオ放送だけではなく、インターネット放送に加え、携帯電話で手軽に情報がチェックできるなど、放送・PCインターネット・携帯インターネット・出版の4つのメディアが連携していた。

## 概要

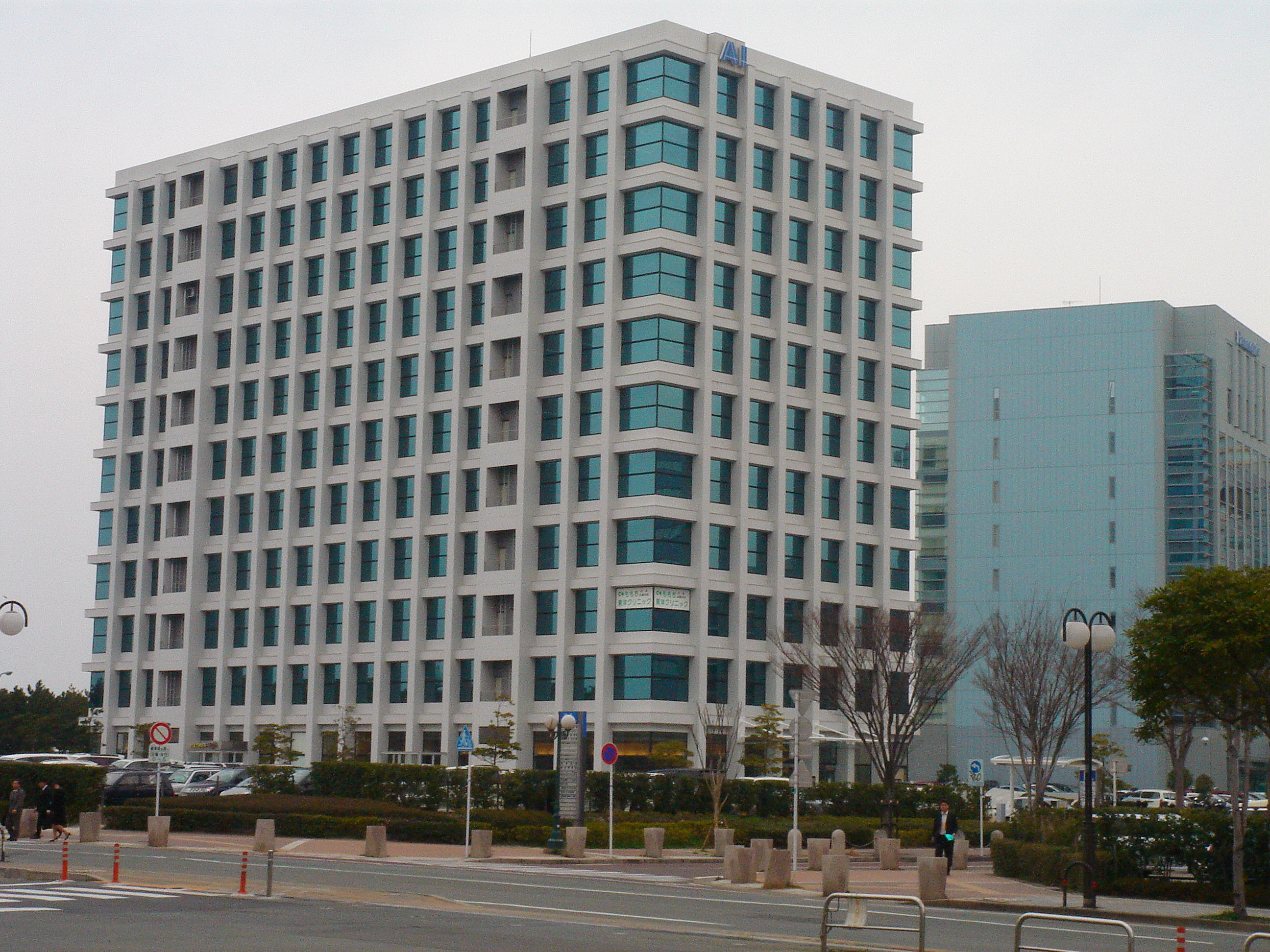
AIビル（StyleFMのスタジオと事務所が入居）

福岡市では、天神エフエムに次ぐ2局目のコミュニティ放送局として開局した。学生向けの福利厚生事業を手がける株式会社玄南荘代表取締役の渕上高当が「地域に根差した市民本位の放送局を目指す」として設立、「FM MiMi」というステーションネームで放送を開始した。しかし後発だったこと、企画先行で収益を上げられなかったことなどにより、開局当初から経営的に苦しい状態が続いた。初代プロデューサーは深町健二郎、その後伊藤博、加藤陽介と引き継がれた。

### 親会社変更とその後の混迷
広告収入の低迷などから、2005年には累積赤字が8000万円に拡大したこともあり、渕上は自力での放送継続を断念した。同年10月31日、渕上が所有する株式の約6割にあたる933株を、放送の継続などを条件に福岡市の投資コンサルタント会社「夢大陸」に1株1円で売却して経営権を譲渡した。2006年3月2日をもって「FM MiMi」としての放送は終了し、女性をターゲットとした「StyleFM」として放送を開始した。経営譲渡時までの累積赤字は渕上が全て清算したという。
経営譲渡後（2005年11月1日）から「StyleFM」へのステーションネームの変更（2006年3月3日）までの間に、それまで「FM MiMi」で放送されていた番組のほとんどが打ち切られ、担当パーソナリティもほとんどが契約を打ち切られた。中には次週の予告をしていたにもかかわらず、最終回すら放送出来ぬまま予告もなく突然打ち切られた番組も存在する。一方で、親会社となった夢大陸の社長・原千春（原知遙）が「六本木の巫女」と称して自ら出演する番組も立ち上げ、放送局のカラーは一変した。
2010年4月、「夢大陸」が金融庁の許可を受けずに海外の金融商品を扱ったとして、金融商品取引法違反容疑により同社関係先が家宅捜索を受け、福岡コミュニティ放送もその対象となった。捜査の中で、「StyleFM」が金融情報を紹介する番組を行っていたことがわかり、このことについて放送法に抵触する疑いがあるとして、総務省九州総合通信局が重大な関心を寄せる事態となった。
この金融商品取引法違反事件が報道各社によって報じられた2010年6月末からは、一部を除き生放送番組の大半が事実上打切りとなり、閉局に至るまで音楽フィラー番組である『Beach Break』が終日放送される事態に至った。

### 告知なき閉局
コミュニティ放送局の放送免許の有効期間は5年で、再免許申請の期限は2010年7月31日となっていたが、同日までに再免許の申請を行なわず、現有免許の有効期限である同年10月31日で放送終了が決まった。しかし、番組や公式サイトでは10月31日に至るまで閉局に関する告知は行われず、放送最終日の『StyleFM日曜討論』（これが「StyleFM」最後の生放送となった）が、翌週から番組名を『スタジオ日本 日曜討論』に変更した上で同時刻のUstream配信へ移行する旨が告知されたのみであった。
10月31日15時35分頃、フィラー番組『Beach Break』放送中に、閉局のアナウンスもないまま突如として放送が中断して停波し（事実上の放送休止だが、放送事故の可能性もある）、そのまま11月1日午前0時に免許失効という異例の幕引きとなった。
10月31日には「夢大陸」の、11月1日には「StyleFM」のウェブサイトが閉鎖、閉局の告知は最後まで掲載されずに終わった。法人としての福岡コミュニティ放送の動向などは、以後も一切の発表がない（ただし、2015年の法人番号発足後に、同社に対しても法人番号が付与されている）。なお、閉局後の2011年1月15日、原千春社長らが詐欺容疑で福岡県警に逮捕されている。

## 沿革
- 2000年（平成12年）
  - 2月23日 - 予備免許取得
  - 3月3日 - 開局
- 2006年（平成18年）3月3日 - 愛称を「FM MiMi」から「StyleFM」に変更。
- 2010年（平成20年）10月31日 - 閉局

## 受信可能エリア
- 福岡市早良区、西区、城南区、南区、中央区の各一部
送信所が福岡タワーであるため、実際には、福岡市の博多湾沿いの広範囲や、福岡市の郊外（糸島市・糟屋郡新宮町・春日市・大野城市・那珂川市など）でも電波が届いていたものとみられる。

## 主な番組
- MorningMiMi（月曜 - 金曜 7:00 - 10:00）
- きれい計画.com（月曜 - 金曜 12:00 - 15:00）
- EveningMiMi（月曜 - 水曜 17:00 - 18:30/木曜 17:15 - 18:30）
- Sparkle（月曜 13:00 - 13:30）
- TEDDY!BANN!（月曜 19:00 - 20:00）
- 地球の真実（月曜 23:00 - 23:30/土曜 21:00 - 21:30）
- アラジンのヤルかヤラレるか!?〜覚醒めよ人類!〜（月曜 15:00- 16:00）
- 花鳥風月（火曜 07:00 - 07:10/土曜 12:30 - 12:40）
- ホリスティックリーディング（火曜 23:00 - 23:30/土曜 11:00 - 11:30）
- 8凄 SHOW TIME（火曜 20:00 - 21:00）
- Hollywoodstars Music バックドロップ（火曜 22:00 - 22:30）
- 夢神社（火曜 10:00 - 10:30）
- Dr.マジックの笑いの健康クリニック（水曜 11:00 - 12:00）2009年1月より休止
- 話のツボMAX（水曜 19:00 - 20:00）
- 大羽登の経済情報（木曜 15:00 - 15:15）
- お願いっ!しずりなっ!（木曜 20:00 - 20:30）
- 250文字のLove Letter（木曜 19:00 - 19:30/木曜 22:30 - 23:00）
- SMALL HANDSのClap your hands（金曜 22:00 - 22:30）
- 村松健の海辺スローライフ（金曜 18:30 - 19:00）
- 丸太たぼ吉のそこまでやるか（金曜 20:00 - 21:00）
- JAZZ TIME（金曜 21:00 - 22:00）
- 博多OFF会（金曜 17:00 - 17:30）
- 小林啓子・アメイジンググレイス（金曜 18:00 - 18:30）
- だってVampireですもの（金曜 15:00 - 16:00）
- 博多文化塾（土曜 10:00 - 11:00）
- VIP ROOM（土曜 11:30 - 12:00/日曜 8:00 - 8:30/日曜 20:00 - 20:30）
- 言葉の美容室（土曜 12:00 - 12:30/日曜 9:00 - 9:30/日曜 21:00 - 21:30）
- JAPAN NOW（土曜 15:00 - 16:00）
- No Doubt（土曜 16:00 - 17:00）
- ラジオ・話の特集（土曜 21:30 - 22:00）
- Spicy Life（日曜 7:00 - 8:00）
- StyleFM日曜討論（日曜 10:00 - 12:30）
- ON THE ROOM(音座部屋)（日曜 12:30 - 13:00）
- ハーモニーカフェ（日曜 13:00 - 14:00）
- 男と女のLovelyNight（日曜 22:00 - 23:00）
- 渡邊雅史のなべらぢ（日曜 17:00 - 18:00）

### FM MiMi時代の主な番組
- Beach Side Moroning
- Night Flight
- ミミコミ
- 私の車76.8馬力
- ボナペチ
- ベタナマ
- &J
- 一番星
- ファンカホリック
- 馬馬.com
- 博多遺産
- ちかっぱアビスパ
- 日ノ出ラジヲ
- レコメンズ
- 百力.COM
- B2B
- Cruisin'
2010年10月より天神FMにて担当者（佐藤ともやす）を同じくする同名番組が開始された。事実上の番組復活である。
- BUON MONDO
- 901
- ラジオ寺子屋
- まちの駅ストーリー
- Friday 9
- 空回りで空元気
- Free Style
- 丸ちゃん「話のツボ」REMIX
- ももちはまBeach Side Cafe
- ともだちの詩
- ハピネス講座
- 井上みちかずのSWEET SONG VIEW
- アンデスの風
- Beachside Square
- トミー&祥の羊が76.8匹
- 空中公民館
- 国際派日本人養成講座
- Join明日Sunday
- Mama Talk
- クロッキーのトークエッセイ
- 沖縄の風
- JOの情報玉手箱
- みんなで月に行く前に
- ビートルズの森
- 東納嘉寛はいかがでしょうか?
- ドーブリー・ヴェーチェル
- Fukuokan Band Stand
- うさぎの学校
- もっと知りたい自衛隊

## 主なパーソナリティ
- 後藤奈津子（きれい計画.com）
- yaya（きれい計画.com）
- Yuuki（morning mimi）
- cavo（きれい計画.com）
- DJ-DAIGO（きれい計画.com）
- メリー（きれい計画.com）
- 仁多華子（morning mimi）
- VOX閣下（8スゴ）
- 海里（8スゴ）
- てのひら（8スゴ/Evening MiMi）
- 伊藤美央（アラジンのヤルかヤラレるか!）
- 長野紀子
- しず（しずりな）
- りな（しずりな）
- 原千春（原知遙） 代表取締役社長兼務

### FM MiMi時代のパーソナリティ
- さとうともやす
- honey
- じぇにふぁ
- 深町健二郎
- 福田健次
- トコ
- エブリー（有吉保雅）
- レフリー
- たすまん
- CHACO
- バーバラ
- うっちぃ
- DJ SAKAI
- 梅野貴裕
- くりしん
- ルーシー
- コガ☆アキ
- 櫻井まなみ
- 綾垣陽子
- 中水ゆな
- 小林奈緒美
- 西村なつ
- RYOJI百万石
- JDボーノ
- ソ・ギチョル